# ディキシー・スタンピード
ディキシー・スタンピード(Dixie Stampede)はアメリカ合衆国南部に2箇所あるディナー・シアターである。ドリー・パートンおよびHerschend Family Entertainment Corporationのドリーウッド・カンパニーの経営である。

## 立地
1988年、テネシー州ピジョン・フォージにあるパートンが経営するテーマ・パークのドリーウッドの入り口の外に最初の店舗がオープンした。1992年、サウスカロライナ州マートルビーチにオープンしたが、2010年以降テーマを変えた。1995年、ミズーリ州ブランソンにもオープンした。
2003年6月、第四の店舗としてフロリダ州オーランドにもオープンしたが、2008年1月、向かい側のアウトレット・モールの駐車場を広げるということで買収されて閉店した。しかしこの買収はうまくいかず、ビルはまだディキシー・スタンピードLLC所有となっており、現在も買い手を探していて、何年も多くのオファーが来ている。ドリーはオーランドに新しい場所を探していると言った。だが会社側ではオーランド内で移転する予定はないと言っている。

## ショー
本編が始まる1時間前、観客は『キャリッジ・ルーム(馬車庫)』に通され前座を見る。2店舗とも違う前座であり、テネシーでは地元のバンドのマウンテン・ラッカスがブルーグラスやカントリー・ミュージックを演奏する。このバンドにはドリー・パートンの元バンド・リーダーで『The Grass Is Blue』『Live and Well』のCDをプロデュースしたゲイリー・"ビスケット"・デイビス、ユーチューブで有名になったカタ・ヘイがいる。
ショーの時間になると観客はディキシー・スタンピードのディナーおよびショーが行われるアリーナに案内される。ドリー・パートンの名が付けられているが、本人は直接出演しない。
パフォーマンスは基本的にモダンな西部劇であり、観客は座った位置により『南部』と『北部』に分かれ、演者の馬術などのコンペで応援合戦をする。もしステージに近ければ馬が走った時の砂ぼこりが皿に入る可能性があるので注意が必要である。
2店舗とも32頭の馬と数十人のキャストで、豚や鶏のレースなども行われる。客席の様子は店舗によって違う。出演する馬はクォーターホース、パロミノ、アパルーサ、アメリカン・ペイント・ホースなどがいる。
ショーの後、おみやげ店を通って出口に出る。建物の外には『ホース・ウォーク』があり、ショーに出演していた動物たちと世話係の人を見ることができる。

## フード
施設内で作られたチキンの丸焼き、ヒッコリー燻製バーベキュー・ポーク、クリーミー・ベジタブル・スープ、ホームメード・ビスケット、とうもろこし、ポテト、アップル・パイなどの新鮮な食事、ペプシ、紅茶、コーヒーがある。ベジタリアンには肉の代わりにカントリー・ガーデン・ベジタブル・パスタがつく。
食事にはフォークやナイフ等は付かないが、食後おしぼりが配られる。

## マートルビーチ店のテーマの変更
2010年9月22日、パートンはオープンして18年のマートルビーチ店のテーマを変えると言った。2011年6月にスタートする予定の演目は『パイレーツ・ボヤージュ・ファン:フィースト・アンド・アドベンチャー』「屋内の湖での水の世界を海賊たちが動き回る」5品の食事と共に、海賊が戦うのを特徴とする。クリスマスのショーの後、マートルビーチ店は一時閉店する。動物たちは他のディキシー・スタンピードに移動したり、売却されたりする。